# Асиповка
Асиповка (блр. Асіпоўка; рус. Осиповка) река у југозападном делу Брестске области у Републици Белорусији. Лева је притока реке Мухавец (део басена реке Буг и Балтичког мора). 
Свој ток почиње узимајући воду из једног мањег канала у који се испушта вишак воде из вештачког Лукавског језера. Тече преко територије Маларицког и Жабинкавског рејона и улива се у реку Мухавец код села Пјатравичи. 
Дужина водотока је 38 km, обухвата сливно подручје од 534 km², а просечан проток воде у зони ушћа на годишњем нивоу је 1,5 m³/s. 
Целом дужином тока корито је канализовано, а приобалне мочваре исушене. Долина је обрасла листопадним шумама. 